# استیو پریمان
استیو پریمان (به انگلیسی: Steve Perryman) زادهٔ ۲۱ دسامبر ۱۹۵۱ بازیکن فوتبال اهل انگلستان بود که سابقهٔ بازی در تیم ملی فوتبال انگلستان را در کارنامهٔ خود دارد. وی در تاریخ ۲ ژوئن ۱۹۸۲ تنها بازی ملی خود را در مقابل تیم ملی فوتبال ایسلند انجام داد.